# Craig Jones
Craig Michael Jones (11 de febrero de 1972) es un músico estadounidense, conocido por haber formado parte de la banda de nu metal Slipknot donde era conocido como #5 y era el encargado de los samples y teclados.

## Biografía
Jones nació en Des Moines, Iowa. Antes de unirse a Slipknot formó parte de la banda Modifidious en conjunto con Joey Jordison. Después se unió a la banda Slipknot para el álbum Mate.Feed.Kill.Repeat como reemplazo del guitarrista original Donnie Steele, pero terminaría tocando los samplers en su lugar.
Él es un fanático de los videojuegos  y de las películas de terror, incluso ha sacado varias ideas de algunas películas, por ejemplo: la frase "Here comes the pain" (Aquí viene el dolor) en la canción "(sic)" fue tomada de la película Carlito's Way de la voz de Al Pacino. La canción "742617000027" fue creada por él usando el diálogo, el cual se repite durante toda la canción, "The whole thing I think, is sick" (todo lo que pienso, es enfermo, también podría ser "es asqueroso" "es repugnante") el cual fue tomada de un documental de Charles Manson.
James Root dijo: "Él me asusta. Es casi un servicio comunitario saber lo que hace en el día a día". Una vez un periodista le pidió a Craig que se describiera y dijo: "Soy delgado, como un asesino en serie". En el video de Slipknot: Welcome to Our Neighborhood, durante la presentación de los integrantes, dice "133, número 5, Samper". También les da entrevistas a la empresa "Cakewalk" que es la empresa de sus sampler.
En el DVD Voliminal: Inside the Nine, todos los miembros de Slipknot fueron entrevistados individualmente y sin máscara, pero Craig no dijo nada. Le preguntaron "¿Cuántas personas están enterradas en tu patio?" pero él no dijo ni una sola palabra.
Aunque la mayoría de los integrantes de Slipknot tienen proyectos paralelos, él es el miembro más difícil de descubrir fuera de la banda, y no tiene ningún proyecto paralelo.
Su desvinculación de Slipknot fue confirmada el 7 de junio de 2023 a través de las redes sociales de la banda.

## Personalidad
Jones es considerado ser el más introvertido de los miembros de Slipknot, tanto que se ha sabido guardar silencio en todo. Es por eso que se ganó su apodo de El Silencioso. Esto no quiere decir que Jones nunca haya hablado fuera de los límites de la banda. De hecho, Jones ha realizado una entrevista con Cakewalk respecto al equipo que prefiere al realizar muestras. Comienza la mayoría de las entrevistas con la cremallera cerrada para cubrir su boca, la abre, y acto seguido la cierra antes de hacer cualquier respuesta a las preguntas formuladas. Jones provocó un aluvión de cartas de queja cuando rompió su silencio en una entrevista, que fue citado como habiendo hecho la declaración de que, "¡Si yo no estuviera en esta banda, probablemente estaría matando a la gente!". Él ha respondido a esta pregunta también: "Si yo no estuviera en la banda, hoy en día estaría conduciendo carretillas elevadoras en un almacén durante todo el día."
El ex vocalista de Slipknot, Anders Colsefni ha determinado que Jones es un misántropo. Al tiempo que expresa disgusto por el comportamiento de Jones, Colsefni reveló que Jones fue la inspiración para la canción «Killers Are Quiet» (Los asesinos son tranquilos). Sin embargo, un amigo cercano de la banda en ese momento, Frank Plumley, se acredita por el título correspondiente de la canción. Colsefni dijo una frase esencial para conocer la personalidad de Jones cuando afirmó que, «Los ordenadores son el mejor amigo de Craig». De acuerdo con el productor Ross Robinson, Jones fue inquietantemente calmado durante sus sesiones de estudio.
Sin embargo, contrariamente a la creencia popular, Jones ha sido conocido por ser muy abierto y poco comunicativo con los seguidores tras las actuaciones de Slipknot. Esto puede sugerir que su conducta taciturna es una afectación o exageración en aras de la publicidad y/o intriga. Algunos han dicho que su actitud de «asesino en serie», ha sido su intento de humor negro, además de su preferencia al hablar durante las entrevistas con la cremallera que cubre la boca cerrada. Sin embargo, ha realizado dos entrevistas de texto en línea después del lanzamiento del álbum homónimo de la banda, y los lectores se han dado cuenta de que en Internet es mucho menos hostil de lo que deja entrever. En el vídeo del «Making of Sulfur», Craig Jones se muestra hablando a la cámara.
En Nine: La formación de All Hope Is Gone, el DVD que viene con la edición especial de All Hope Is Gone, Craig es el único miembro de la banda que tiene su cara pixelada (censurada), mientras todos los demás aparecen con su cara limpia y sin censura. Durante el Making of Sulfur, sin embargo, Craig se muestra hablando y riendo a la cámara, en un punto de inflexión para él y diciendo: «Wow, realmente puedo hacer esto por mí mismo» mientras juega con su máscara. Esto es más evidencia sobre el hecho de que él es mucho más simpático en la realidad.
Hizo su primera aparición pública desenmascarado el 25 de mayo de 2010 durante la conferencia de prensa en directo de Slipknot sobre la muerte del bajista del grupo, Paul Gray.

## Máscara

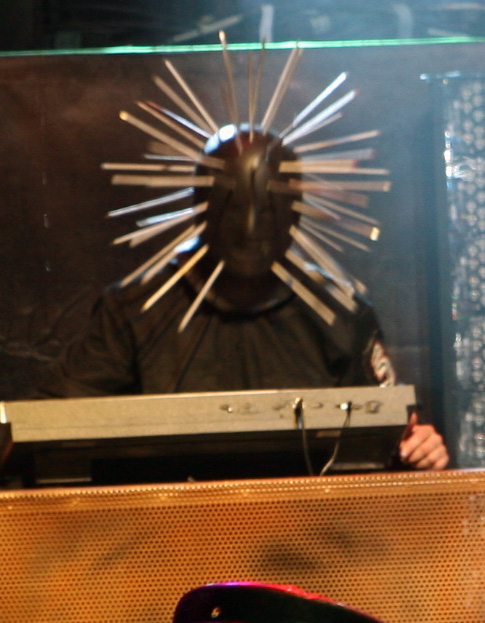
Craig Jones en el Mayhem Festival de 2008.

Cuando se unió a la banda como guitarrista en 1996, utilizaba una pantimedia como máscara, luego usaría una máscara de payaso. Cuando paso al sampler cambio su máscara a una de hombre lobo para después cambiarla por un casco de astronauta (más conocida como Youth Space Helmet o Sinclair Helmet). A lo largo de 1997 y 1998 hizo diferentes cambios al casco de astronauta, primeramente quitándole el visor, poniéndole una máscara de gas, pintando el casco de negro y por último agregándole unos clavos en la parte superior. Durante la era del álbum homónimo (1999 - 2000) el casco no tuvo cambios muy significativos, únicamente le quitó la manguera de la máscara de gas e iba removiendo pedazos de la pintura del casco. Para el álbum IOWA cambio el casco por una máscara de esclavitud, con clavos que ahora sobresalían de ella por todas partes, dos hendiduras para los ojos, dos pequeños orificios en la nariz y una gran cremallera en su boca. Para los siguientes álbumes seguiría utilizando este mismo concepto de máscara pero con ciertos cambios: el tamaño de los clavos y la cantidad de estos iban aumentando llegando hasta los 133 clavos, este cambio se hizo más notorio en su sexto álbum We Are Not Your Kind haciendo más cortos los clavos horizontales y más largos los clavos verticales. Curiosamente, la máscara de esclavitud es muy similar con la portada del álbum Demonic de la banda de thrash metal Testament.

## Curiosidades
- El número 133 viene en referencia a la velocidad del procesador del primer ordenador que utilizó.[15]
- Estuvo en el grupo “Modifidious” junto con Joey Jordison.
- Originalmente había unido “742617000027” con una guitarra pero no le gustó.
- Uso la canción «Gently» del MFKR en la película “Falling Drown”.[16]
- Se cree que escogió ese número (cinco) por: 3+3-1=5 (al revés 133).
- Craig abandona rápidamente el escenario para evitar entrevistas.[17]
- Gran parte de sus muestras provienen de películas como .execute.
- Craig tiene máscaras con picos de hasta 6 pulgadas.
- Craig era el encargado de la página www.slipknot1.com.[6]

## Discografía
- 1996: Mate.Feed.Kill.Repeat
- 1999: Slipknot
- 2001: Iowa
- 2004: Vol. 3: (The Subliminal Verses)
- 2005: 9.0 Live
- 2008: All Hope Is Gone
- 2014: .5: The Gray Chapter
- 2019: We Are Not Your Kind
- 2022: The End, So Far

## Filmografía
- 1999: Welcome to Our Neighborhood
- 2002: Disasterpieces
- 2002: Rollerball
- 2006: Voliminal: Inside the Nine
- 2008: Nine: The Making of "All Hope Is Gone"
- 2009: Of the (sic): Your Nightmares, Our Dreams
- 2010: (sic)nesses

## Equipo

### Slipknot(1999)
- AKAI MPC2000XL sampler
- Clavia Nord Lead Synth or a Yamaha Cs6x for 742617000027
- Roland JP8000
- Yamaha controller
- Yamaha PSR 720

### Iowa(2001)
- Roland SP-808 "groove sampler"
- Roland SP-808EX "e-mix station"

### Vol. 3: (The Subliminal Verses)(2004)
- Hardware and software samplers
- Korg MicroKontrol Midi keyboard/pad controller

### All Hope Is Gone(2008)
- AKAI MPK25 Midi keyboard/pad controller
- FL Studio 8
- Mascara Samples